# Zohran Mamdani
Zohran Kwame Mamdani (AFI: /zəˈ(h)ɹɑn ˈkwɑmeɪ məmˈdɑni/ ; Kampala, 18 ottobre 1991) è un politico ugandese naturalizzato statunitense di origini indiane.

## Biografia
È nato a Kampala, in Uganda, il 18 ottobre 1991 da Mahmood Mamdani, professore di studi post-coloniali presso la Columbia University, ugandese di nascita ma originario del Gujarat e di religione musulmana, e Mira Nair, celebre regista indiana originaria del Punjab e di religione induista; il suo secondo nome, Kwame, gli è stato dato dal padre in onore di Kwame Nkrumah, primo Presidente del Ghana. All'età di cinque anni si trasferì con la famiglia a Città del Capo, dove il padre insegnava presso l'Università di Città del Capo, frequentando la St. George's Grammar School, mentre all'età di sette anni la famiglia si trasferì a New York. Nella città statunitense si è diplomato presso la Bank Street School for Children e poi presso la Bronx High School of Science, laureandosi nel 2014 in studi africani presso il Bowdoin College nel Maine; all'università è stato tra i fondatori della sezione locale del movimento Students for Justice in Palestine.
Dopo gli studi ha tentato una carriera musicale con lo pseudonimo Young Cardamom (o Mr Cardamom), collaborando nel 2016 col rapper ugandese HAB per la colonna sonora del film Queen of Katwe (diretto dalla madre Mira Nair) e alla pubblicazione di un EP intitolato Sidda Mukyaalo. Successivamente nel 2019 ha pubblicato un singolo intitolato Nani, dedicato alla sua nonna materna, nel cui videoclip era presente la celebre attrice indiana Madhur Jaffrey.

### Carriera politica
Ha iniziato la sua carriera politica come attivista volontario per la campagna di Ali Najmi alle elezioni del consiglio comunale di New York per il 23º distretto. Dopo la campagna di Bernie Sanders per le primarie democratiche delle elezioni presidenziali del 2016, ha iniziato a identificarsi come socialista democratico e si è unito al movimento Democratic Socialists of America (DSA). Successivamente ha partecipato alle campagne di Khader El-Yateem per il consiglio comunale di New York nel 2017, di Ross Barkan per il Senato dello Stato di New York nel 2018 e di Tiffany Cabán come Procuratore distrettuale della Contea di Queens.
Nell'ottobre 2019 ha iniziato la sua campagna per farsi eleggere rappresentante all'Assemblea dello Stato di New York per il 36º distretto (che comprende i quartieri di Astoria e Long Island City), sostenendo una riforma del diritto all'abitare, della polizia e delle prigioni e sostenendo la municipalizzazione dei servizi pubblici. Dopo aver vinto le primarie democratiche col sostengo del DSA, si è aggiudicato l'elezione nel giugno 2020 senza alcune opposizione; è stato rieletto nel 2022 e nel 2024.
Il 23 ottobre 2024 ha annunciato la sua intenzione di candidarsi alle elezioni per il sindaco di New York del 4 novembre 2025, proponendo modifiche alla regolamentazione sugli affitti, trasporti pubblici gratuiti e riduzione dei costi dei beni primari. Durante la sua campagna ha citato come maggiori influenze politiche la rappresentante Alexandria Ocasio-Cortez e il consigliere municipale newyorchese Chi Ossé. Dopo aver ottenuto il 44% alle primarie democratiche contro il principale sfidante, l'ex governatore dello Stato di New York Andrew Cuomo, è divenuto il candidato dei democratici per la carica di sindaco di New York.

## Vita privata
Di religione islamica sciita duodecimana, nel 2018 è stato naturalizzato cittadino statunitense. Nel 2025 ha sposato l'artista Rama Duwaji, di origini siriane, dopo averla conosciuta qualche anno prima tramite l'applicazione per incontri Hinge. È un appassionato di musica hip hop.